# Кудрявое (Херсонская область)
Кудрявое (укр. Кудряве) — село в Чаплинской поселковой общине Каховского района Херсонской области Украины.
Население по переписи 2001 года составляло 111 человек. Почтовый индекс — 75220. Телефонный код — 5538. Код КОАТУУ — 6525482003.

## Местный совет
75220, Херсонская обл., Чаплинский р-н, с. Кучерявовладимировка, ул. Ленина, 49